# شانيين (أين)
شانيين (بالفرنسية: Chaneins)‏ هي بلدية فرنسية تقع في إقليم الأين في فرنسا. رمز إنسي لها هو:1083. أما الرمز البريدي لها فهو: 1990.